# Птихоптериды
Птихоптериды, или складчатокрылки (лат. Ptychopteridae) — семейство насекомых из отряда двукрылые.

## Внешнее строение
Птихоптериды — это длинноусые двукрылые, имеющие длинное и тонкое тело от 7 до 35 мм. Имеют сходство с семействами зимних комаров (Trichoceridae) и комаров-долгоножек (Tipulidae). Голова треугольной формы. Простые глазки отсутствуют. Жгутик усика с 13-14 (у Ptychopterinae), или 18-21 сегментами (у Bittacomorphinae). Щупики верхней челюсти состоят из 5-члеников. Грудь и брюшко как правило блестяще-чёрные. Крылья часто с тёмными пятнами и характерным жилкованием, имеется четыре ветвями радиуса. Две кубитальные жилки достигают края крыла. Между радиусоми медиальными жилками, а также между жилками А1 и CuА2 имеются ложные жилки. Дискоидальной ячейки нет. Жужжальца кпереди у основания имеют выросты, которые называются преджужжальца. Задние ноги длиннее брюшка. Голени с заметными шпорами. Брюшко удлинённое. Второй тергит длиннее ширины. Третий стернит брюшка с добавочным копулятивным органом у некоторых Ptychoptera  Meigen. 

Схема жилкования крыла Ptychoptera. C: костальная жилка; Sc: субкостальная жилка; R: радиус; M: медиальные жилки; Cu: кубитальные жилки; A: анальная жилка жилка; h: плечевая жилка; r-m: радио-медиальная жилка; m-cu: медио-кубитальная жилка; fv: ложная жилка.
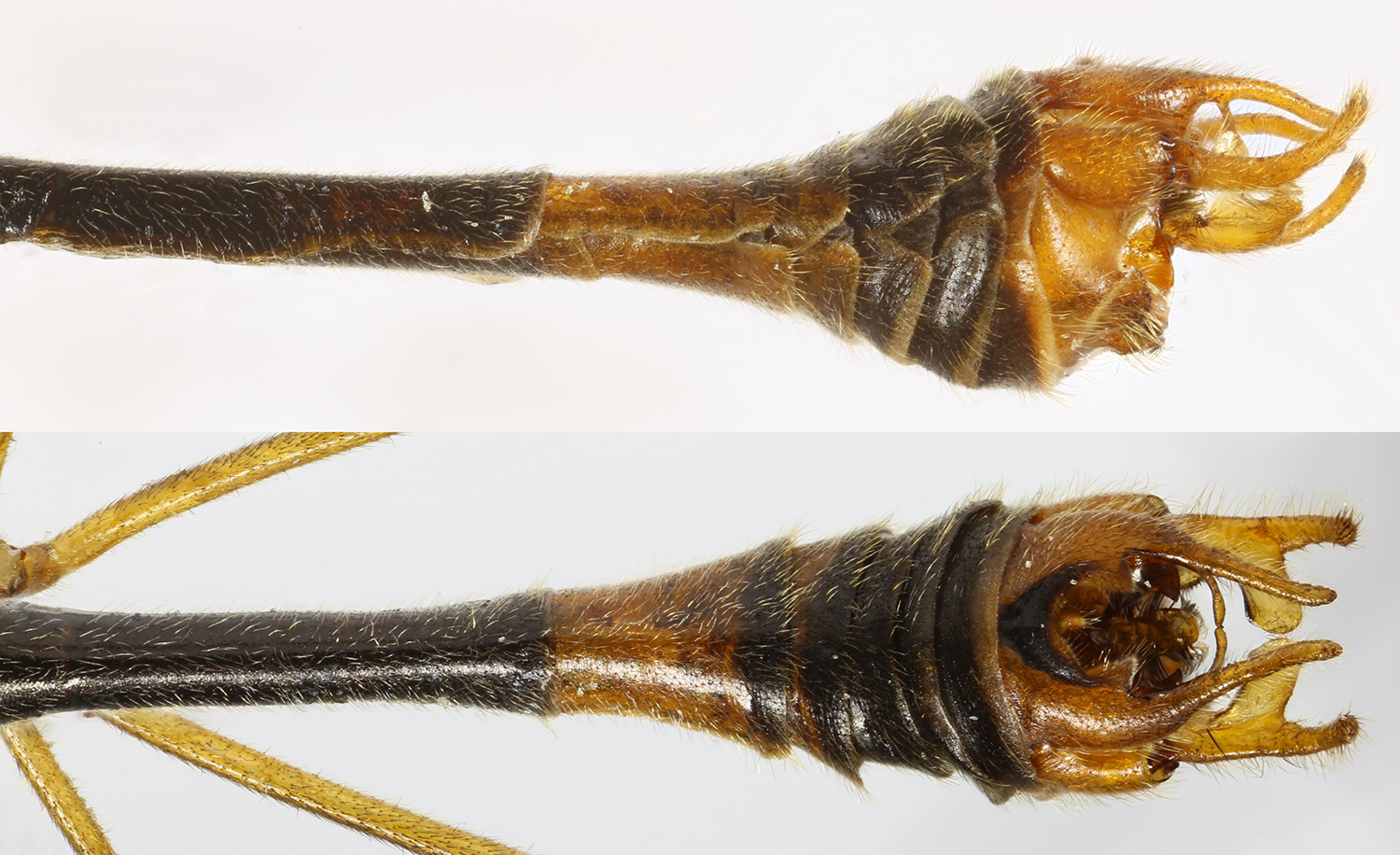
Гениталии самца Ptychoptera albimana
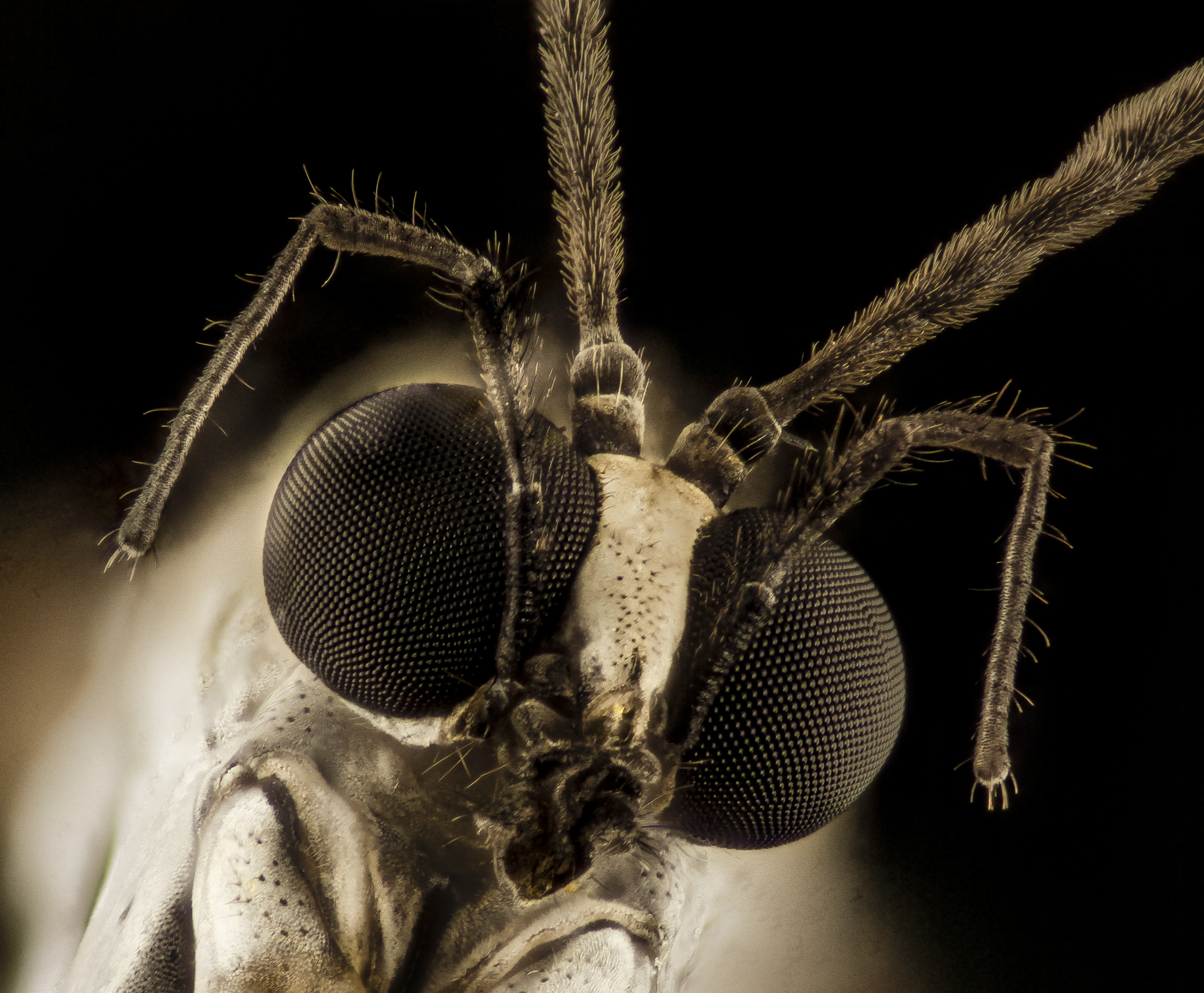
Голова Bittacomorpha clavipes
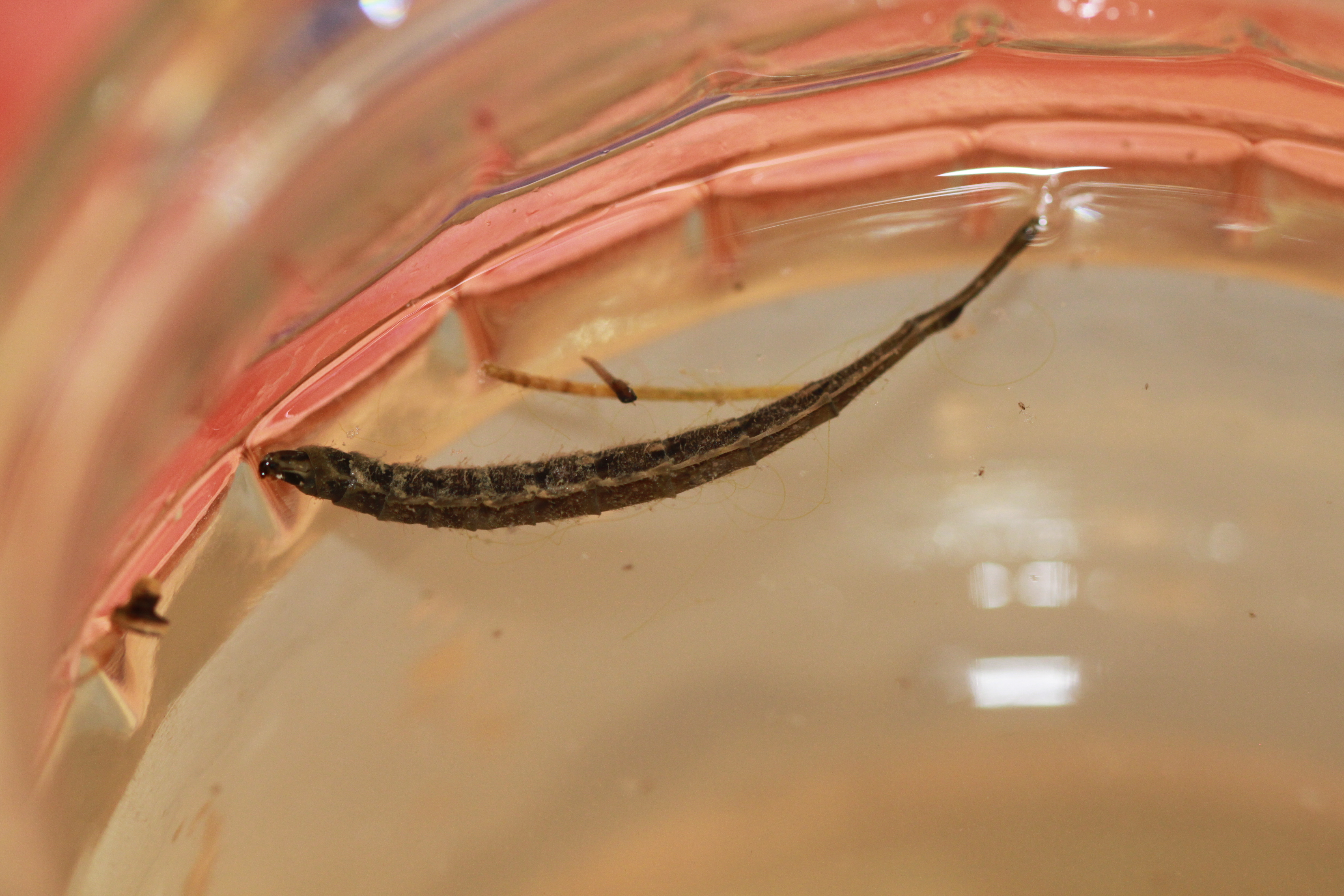
Личинка птихоптерид

## Биология
Личинки обитают в илу по краям потоков, озёр, прудов, питаются разлагающся органикой. Для этого на губе и максиллах имеется пучок макротрихий для просеивания мелких органических частиц. Для дыхания личинка использует длинный втягивающийся сифон на вершине которого расположены дыхальца. Личинками птихоптерид питаются личинки слепней и ручейников. Комары встречаются возле воды, питаются медвяной росой.

## Классификация
По морфологическим характеристикам Ptychopteridae наиболее близки семейству Tanyderidae, что послужило объединению их в отдельный инфраотряд Ptychopteromorpha, однако молекулярно-генетические данные говорят о близости Tanyderidae к Psychodomorpha. В семействе насчитывается 17 родов и около 160 видов. В качестве отдельного подсемейства Eoptychopterinae включаются также группы, рассматриваемые ранее в качестве самостоятельных семейств Architendipedidae Rohdendorf, 1962 и Eoptychopteridae Handlirsch, 1906.
- Подсемейство Bittacomorphinae Alexander, 1920
  - Bittacomorpha  Westwood, 1835 — Неарктика, 2 вида[8].
  - Bittacomorphella  Alexander, 1916 — Голарктика, Ориентальная область, 11 видов[9].
  - † Crenoptychoptera Kaluginain Kalugina & Kovalev, 1985 — Китай, Германия, Монголия, Россия, юрский период, 8 видов[10].
  - † Probittacomorpha  Freiwald and Willmann, 1992 — Дания, Франция, эоцен-миоцен, 2 вида[11].
  - † Zhiganka Lukashevich, 1995 — Россия, Великобритания, меловой период, 3 вида[12][13].
- Подсемейство Eoptychopterinae Handlirsch, 1906
  - † Architendipes Rohdendorf, 1962 (=Palaeotendipes Rohdendorf, 1962) — Казахстан, юрский период, 1 вид[7].
  - † Doptychoptera Lukashevich in Lukashevich, Ansorge, Krzeminski & Krzeminska, 1998 — Россия, меловой периоды, 1 вид[7].
  - † Eoptychoptera Handlirsch, 1906 — Великобритания, Германия, Испания, Россия, Казахстан, Кыргызстан, Китай, Бразилия, юрский и меловой периоды, 22 вида[12].
  - † Leptychoptera Lukashevich & Azar, 2003 — Ливан, Мьянма, меловой период, 4 вида[14].
  - † Nedoptychoptera Lukashevich, 1998 — Монголия, Казахстан, юрский период, 1 вид[7].
  - † Neuseptychoptera Szadziewski, Krynicki & Krzeminski, 2017 — США (Северная Каролина), меловой период, 1 вид[15].
- Подсемейство Eoptychopterininae Lukashevich 1995
  - † Eoptychopterina  Kalugina 1985 — Казахстан, Китай, Монголия, Россия, Великобритания, юрский и меловой периоды, 19 видов[12]
  - † Bolboia Kalugina, 1989 — Россия, юрский период, 1 вид.
- Подсемейство Proptychopterininae Lukashevich 1995
  - † Proptychopterina Kalugina, 1985 — Китай, Монголия, Казахстан, Россия, юрский период, 12 видов[16].
- Подсемейство Ptychopterinae Schiner, 1864
  - † Brodilka Lukashevich, Coram & Jarzembowski, 2001 — Великобритания, меловой период, 1 вид[12].
  - Ptychoptera  Meigen, 1803 — Афротропика, Голарктика, северная Неатропика Ориентальная область, около 70 видов[3]
  - † Sinoptychopterites  Hong, 2002 — Китай, эоцен, 1 вид[17].